# Quem quaeritis

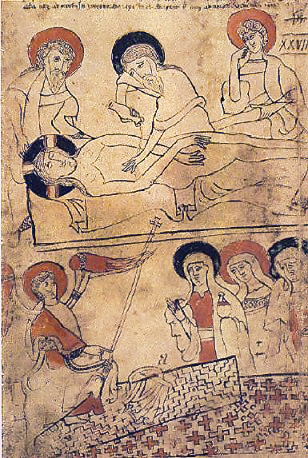
Le Codex de prière décrit l'enterrement de Jésus

Le Quem quaeritis (littéralement « Qui cherchez-vous ? ») est l'un des premiers drame liturgique de l'Église catholique romaine. Le texte est à l'origine un passage de la liturgie pascale qui fut transformé en drame et introduit au Xe siècle comme nouveau type de cérémonie liturgique.
La version la plus ancienne datant de 923-934 a été retrouvée dans un monastère à Limoges.
Une autre version conservée par le bénédictin Saint Æthelwold de Winchester dans son manuel des usages cérémoniels Regularis Concordia datant de 965-975, fait état pour la première fois d'une représentation dramatique.
L'histoire débute avec une scène montrant la rencontre des trois Marie avec l'ange (ou les anges) au tombeau du Christ le matin de Pâques.
Le drame ne comporte dans sa forme originale que trois lignes de dialogue.
```
       «
Interrogatio : Quem quaeritis in sepulchro, o Christicolae?

       Responsio. Jesum Nazarenum crucifixum, o caelicolae.
       Angeli. Non est hic; surrexit, sicut praedixerat. Ite, nuntiate quia surrexit de sepulchro
»
```

Traduction
```
       «
Interrogation (des anges) : Qui cherchez- vous dans le sépulcre, ô servantes du Christ ?

       
Répons
 (des saintes femmes) : 
Jésus de Nazareth
 crucifié, ô habitants du ciel.
       Un ange : Il  n'est pas ici, il est ressuscité comme il l'avait prédit. Allez et annoncez qu'il est ressuscité du Sépulcre.
»
```

Cette forme ne comprend pas d'ornements dramatiques, mais sert de trope à l'introït de Pâques.
Par la suite des alléluias furent ajoutés.

« Alléluia, le Seigneur est ressuscité. Aujourd'hui est ressuscité le lion fort, le Christ, fils de Dieu. »

« Venez et considérez le lieu où le Seigneur avait été déposé. Alléluia. »

« Le Seigneur est ressuscité du Sépulcre, lui qui pendit pour nous sur la croix, alléluia. »